# جلگه پست لنکران

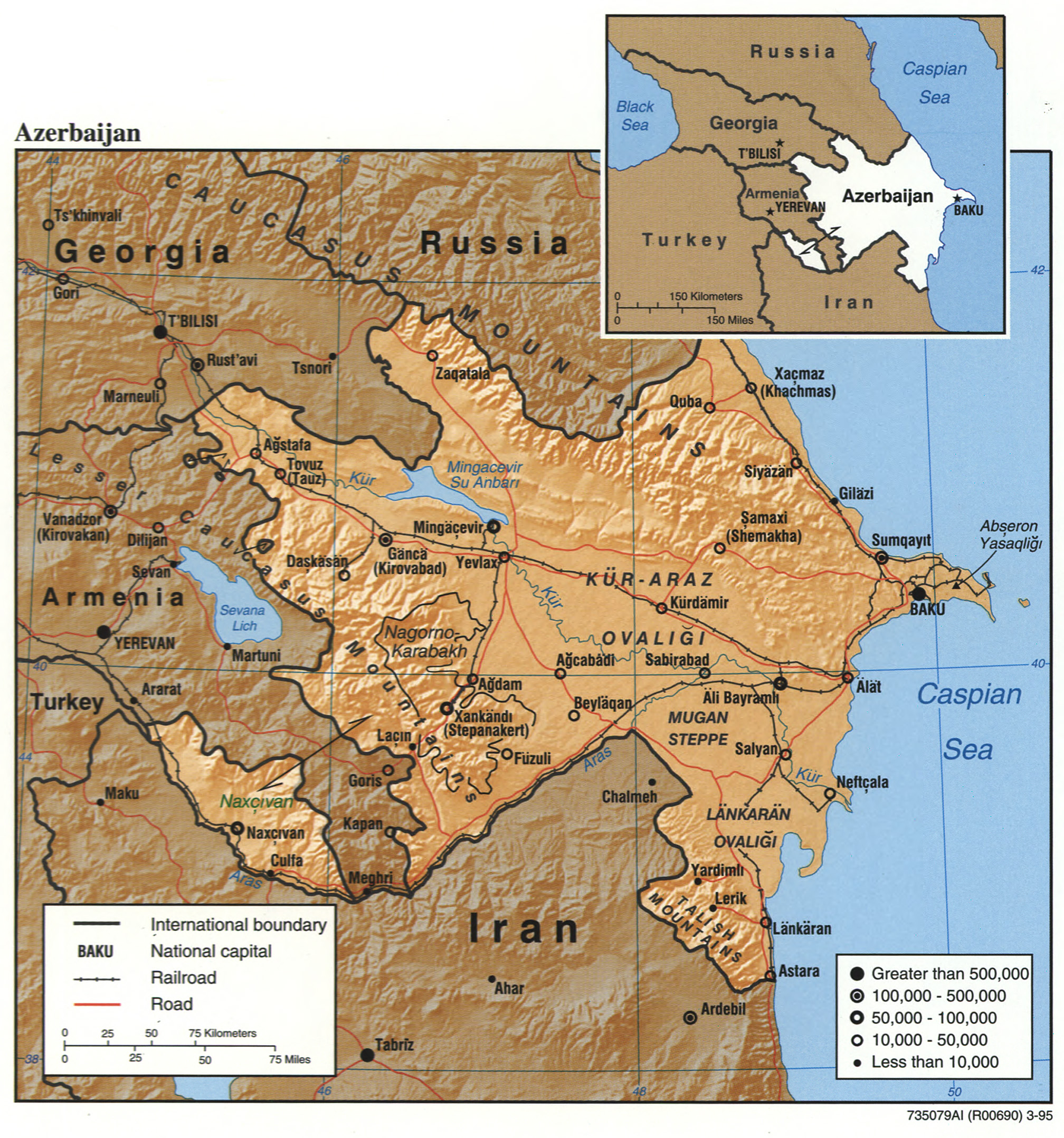
جمهوری آذربایجان

جلگه پست لنکران (تالشی: Lankoni çoləriyə) (ترکی آذربایجانی: Lənkəran ovalığı) یک جلگه پست و نسبتاً باریک در جنوب جمهوری آذربایجان است که میان کوه‌های تالش و دریای کاسپین قرار گرفته‌است. این ناحیه بخشی از سرزمین پست کورا - ارس است که خود نیز بخشی از پست‌بوم آرال - کاسپین است. نام این جلگه برگرفته از نام بزرگ‌ترین شهر این ناحیه یعنی لنکران است.

## جغرافیا
این جلگه از غرب به کوه‌های تالش و از جنوب به شهر آستارا در ایران محدود می‌شود. پارک ملی هیرکان که پیش‌تر با نام جنگل مسکو هم شناخته می‌شد در ناحیه جنوبی این جلگه قرار گرفته است. این پارک ملی تنها بخش حفاظت‌شده جنگل‌های هیرکانی است و در گذشته بخش‌های بزرگی از این جلگه را در بر می‌گرفت که بعدتر برای کشاورزی پاک‌سازی شد. اگرچه جلگه پست لنکران دارای خاک و زمین‌های با ارزش برای بهره‌وری کشاورزی است و همواره مخالفانی برای جنگل‌زایی وجود دارد، اما با این وجود، یک برنامه احیای جنگل در این جلگه تدوین شده تا در یک منطقه غیر جنگلی که دارای زمین‌های زیر گشت نرفته است، درخت‌کاری صورت بگیرد. با انجام این طرح، این مناطق هم بخشی از پارک ملی هیرکان خواهند شد.

## آب و هوا
این جلگه با داشتن آب مناطق نیمه‌گرمسیری و نیمه‌مرطوب، مکانی مناسب برای کشت چای، برنج و مزارع مرکبات است. بیشینه میزان بارندگی سالانه در جلگه لنکران، رقمی میان ۱۶۰۰ میلی‌متر تا ۱۸۰۰ میلی‌متر است که در امتداد کوه‌های تالش روی می‌دهد و بالاترین میزان بارش سالانه در جمهوری آذربایجان است.

## جانوران
| جانور          | نام                      | تصویر |
| -------------- | ------------------------ | ----- |
| مرغ سلطان      | Porphyrio poliocephalus  |       |
| اکراس براق     | Plegadis falcinellus     |       |
| فلامینگو       | Phoenicopterus ruber     |       |
| فرانکلین سیاه  | Franco linus francolinus |       |
| قو             | Cygnus                   |       |
| غاز کبود       | Anser                    |       |
| چنگر اوراسیایی | Fulica atra              |       |